# Słowackie Muzeum Narodowe

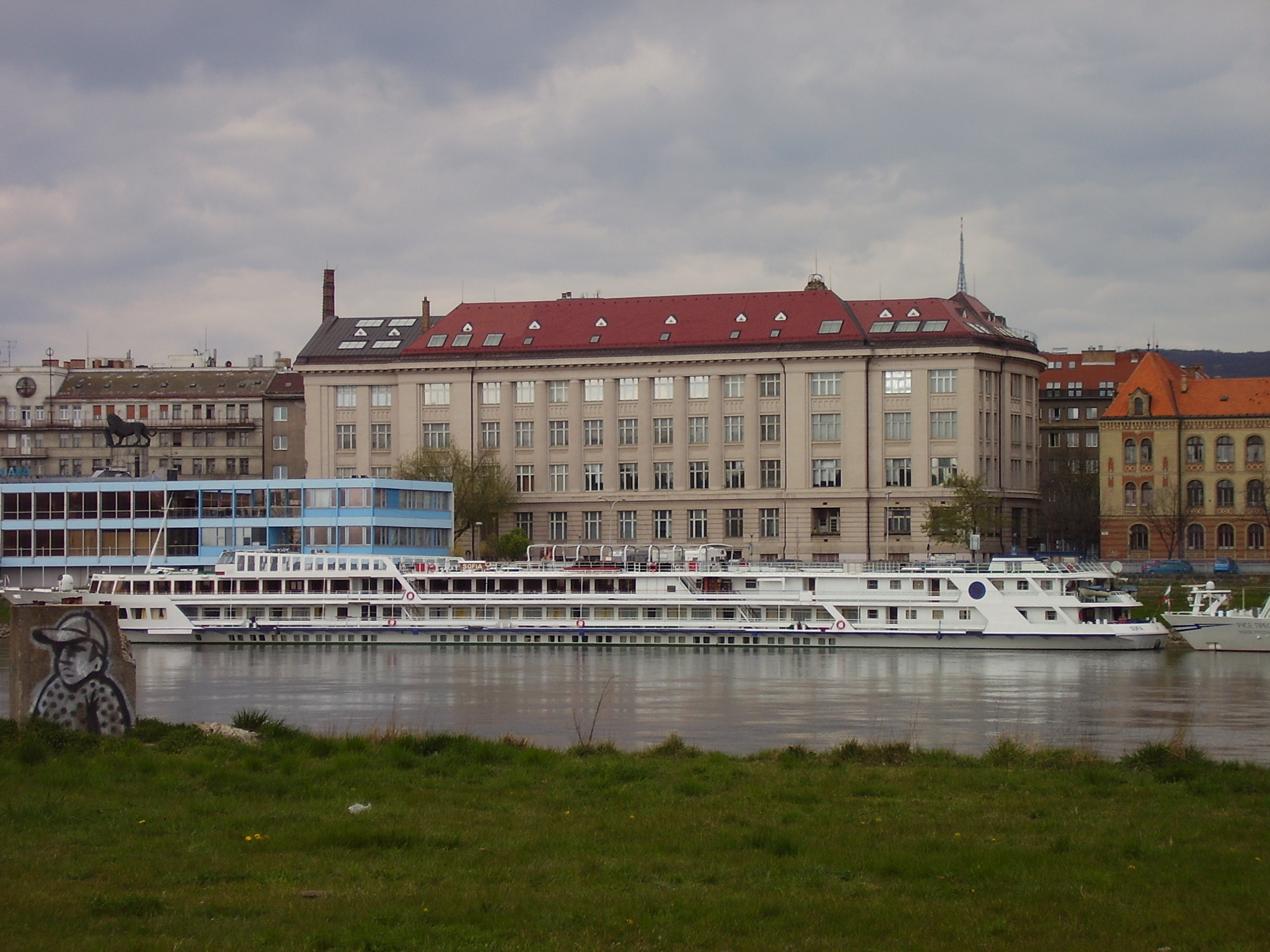
Główna siedziba Słowackiego Muzeum Narodowego

Słowackie Muzeum Narodowe (słow. Slovenské národné múzeum) – najważniejsza instytucja koncentrująca się na badaniach naukowych i edukacji kulturalnej w dziedzinie muzeologii na Słowacji. Jej początki „są związane z dążeniem narodu słowackiego do emancypacji narodowej i samostanowienia”.
Siedziba znajduje się w Bratysławie, ale Słowackiemu Muzeum Narodowemu podlega 18 wyspecjalizowanych muzeów, z których większość znajduje się poza miastem.
W muzeum mieści się m.in. Galeria Sław Słowacji w hokeju na lodzie.

## Muzealne oddziały[2]
- Muzeum Historii Naturalnej w Bratysławie (Prírodovedné múzeum v Bratislave)
- Muzeum Archeologiczne w Bratysławie (Archeologické múzeum v Bratislave)
- Muzeum Historyczne w Bratysławie (Historické múzeum v Bratislave - Bratislavský hrad)
- Słowackie Muzeum Narodowe w Martinie (Slovenské národné múzeum v Martine)
  - Muzeum Etnograficzne w Martinie (Etnografické múzeum v Martine)
  - Múzeum Andreja Kmeťa v Martine
  - Múzeum Karola Plicku (Prónayovská kúria)
  - Múzeum Martina Benku (Dom Martina Benku)
  - Muzeum Wsi Słowackiej - skansen (Múzeum slovenskej dediny v Jahodníckych hájoch - Martin)
  - Muzeum Kultury Czechów na Słowacji w Martinie (Múzeum kultúry Čechov na Slovensku v Martine - dom manželov Horákovcov)
  - Muzeum Kultury Romów na Słowacji w Martinie (Múzeum kultúry Rómov na Slovensku v Martine)
- Muzeum Słowackich Rad Narodowych w Myjavie (Múzeum Slovenských národných rád v Myjave)
  - Dom pani Koléniovej v Myjave
  - Múzeum M. R. Štefánika v obci Košariská (Rodný dom Milana Rastislava Štefánika)
- Muzeum instrumentów w Bartysławie (Hudobné múzeum)
- Muzeum Czerwony Kamień (Múzeum Červený Kameň)
- Múzeum Betliar
- Múzeum Bojnice
- Muzeum Spiskie w Lewoczy (Spišské múzeum v Levoči)
- Muzeum Lalek i Zabawek (Múzeum bábkarských kultúr a hračiek na hrade Modrý Kameň)
- Muzeum Kultury Żydowskiej na Słowacji (Múzeum židovskej kultúry v Bratislave); pozostałe ekspozycje w Preszowie, Żylinie i Tarnavie
- Muzeum Kultury Węgrów na Słowacji (Múzeum kultúry Maďarov na Slovensku)
  - Brämerova kúria v Bratislave
  - Dom Kálmána Mikszátha v obci Sklabiná
  - Kaštieľ Imre Madácha v obci Dolná Strehová
- Muzeum Kultury Niemców karpackich (Múzeum kultúry karpatských Nemcov)
  - Dom Karpatskonemeckého spolku v Nitrianskom Pravne
  - Suňalova kúria v Bratislave
- Muzeum Kultury Ukraińskiej w Svidniku (Múzeum ukrajinskej kultúry vo Svidníku)
- Muzeum Kultury Rusinów w Preszowie (Múzeum rusínskej kultúry v Prešove)
- Múzeum Ľudovíta Štúra v Modre
- Muzeum Kultury Chorwatów na Słowacji (Múzeum kultúry Chorvátov na Slovensku v Bratislave - časť Devínska Nová Ves)

## Galeria

Słowackie Muzeum Narodowe - siedziba główna i oddziały
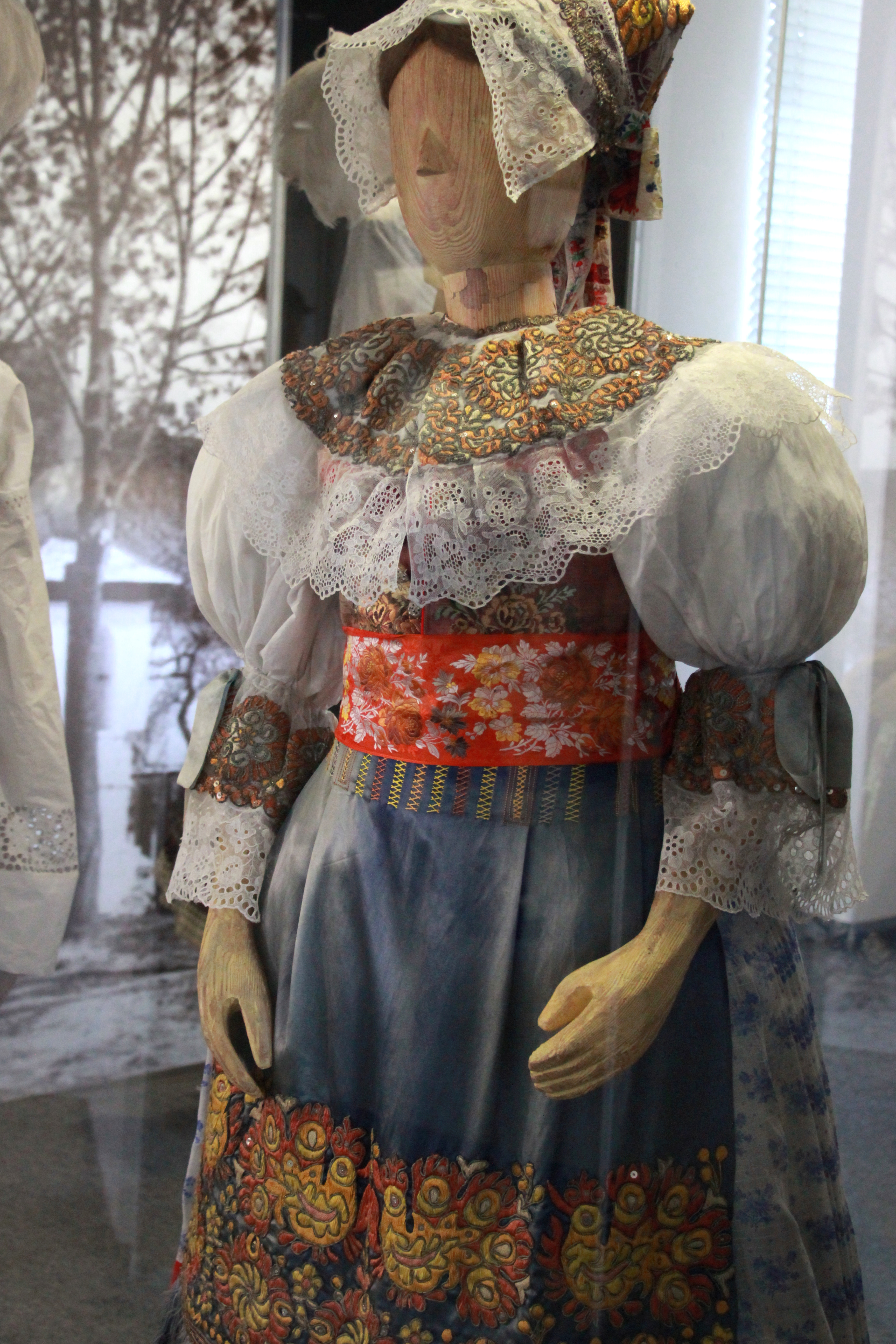
Strój z okolic Starý Tekov - wystawa w Muzeum Etnograficznym w Martinie.
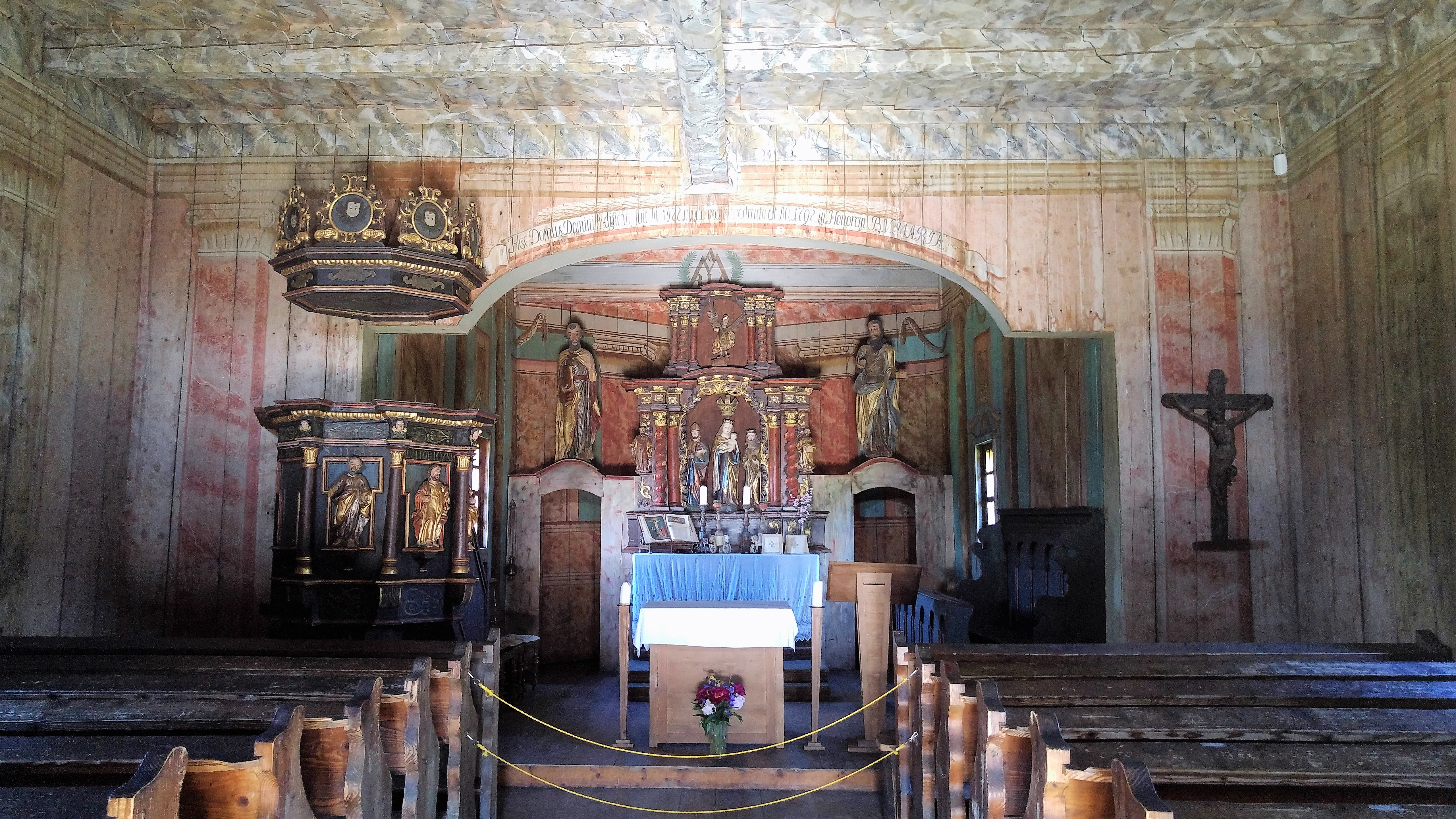
Wnętrze kościoła z Rudna - skansen w Martinie
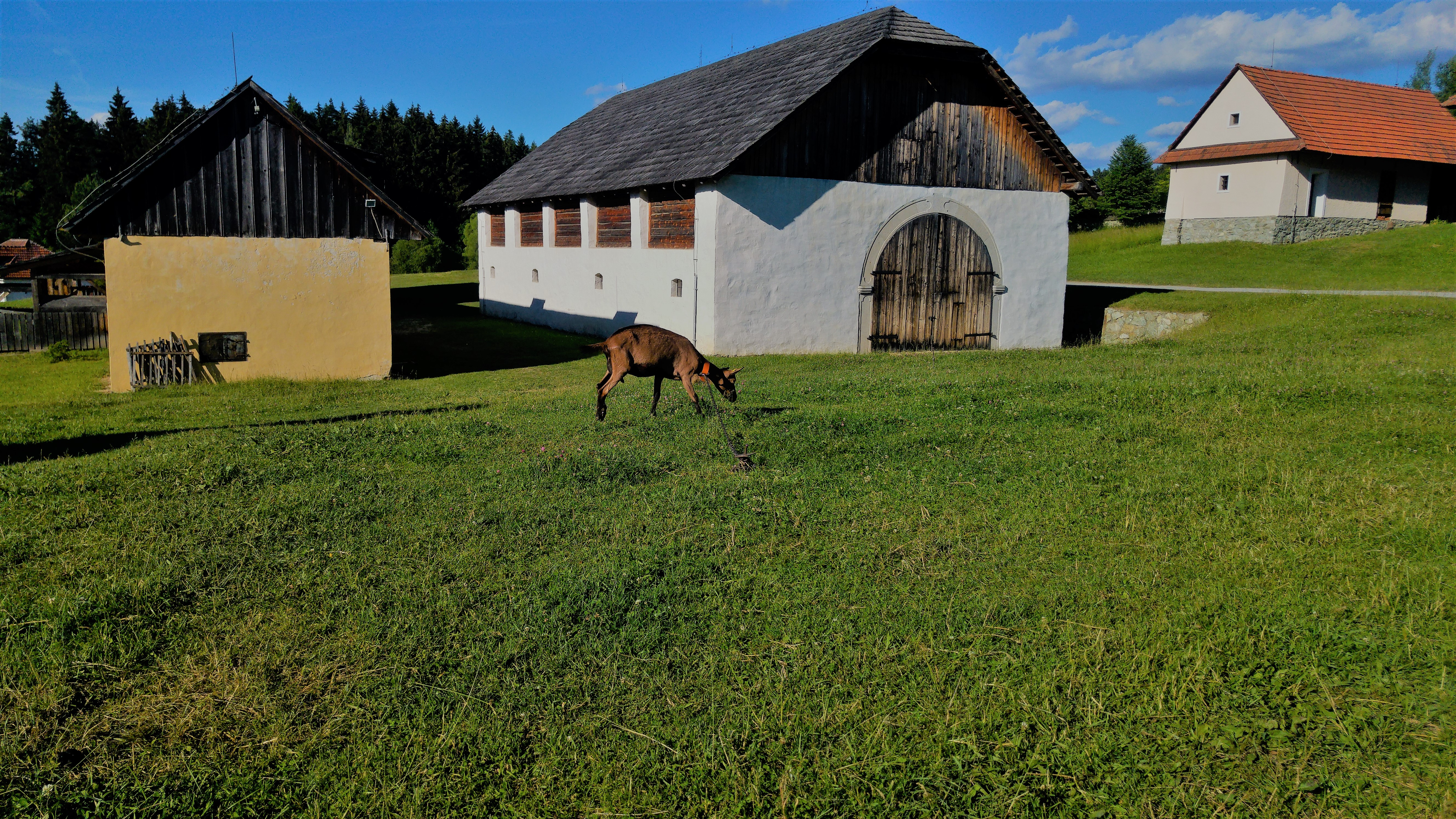
Muzeum Wsi Słowackiej - skansen w Martinie
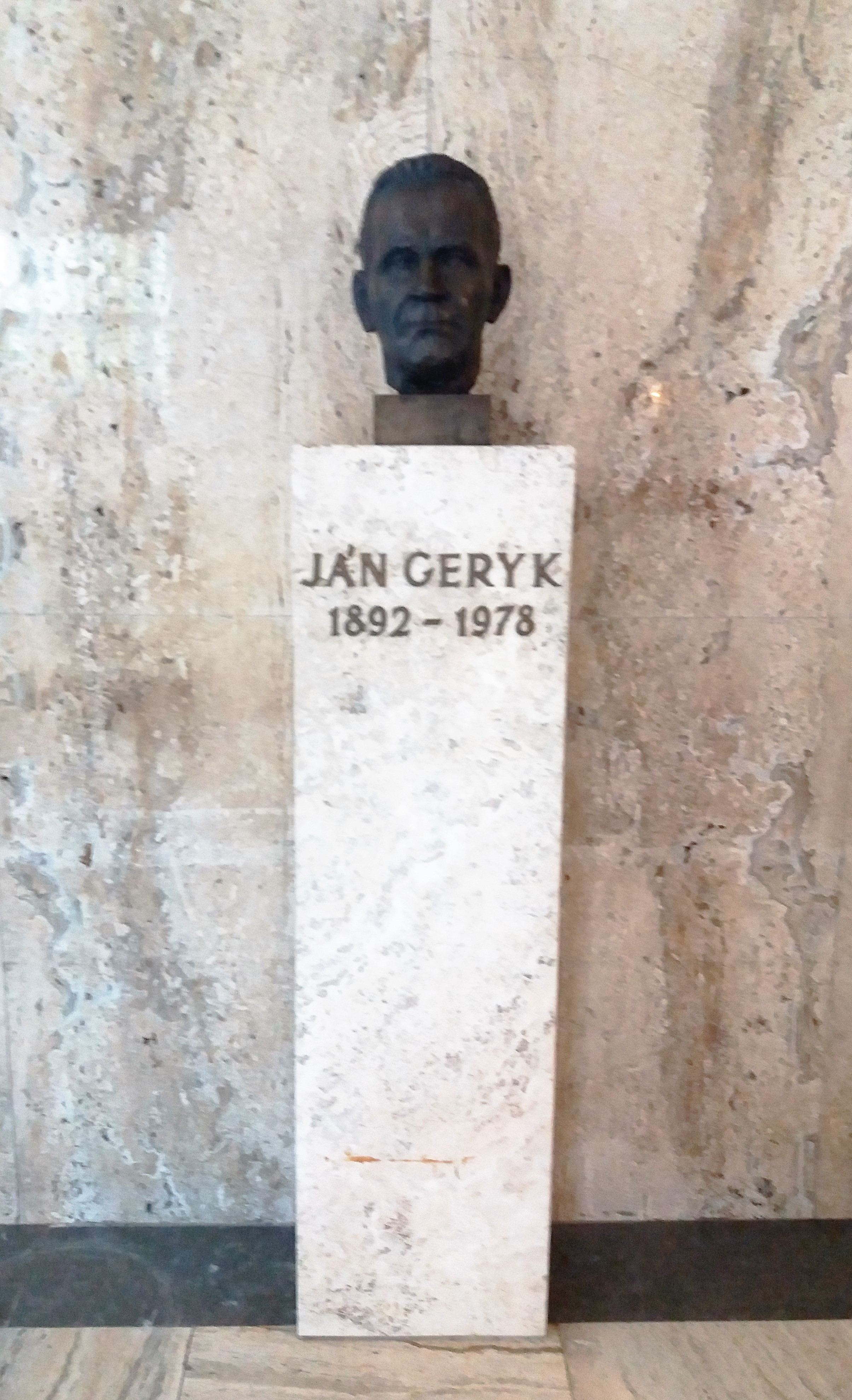
Jan Géryk - etnograf, folklorysta, muzealnik, dyrektor Muzeum Etnograficznego w Martinie, autor idei skansenu w Martinie. Popiersie w holu Muzeum w Martinie.
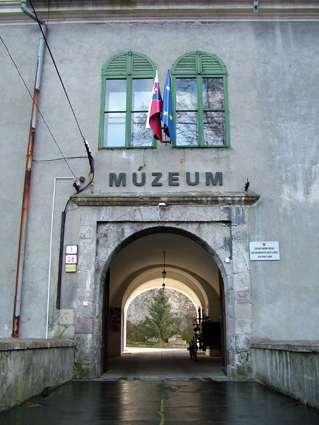
Muzeum w Modrym Kameniu
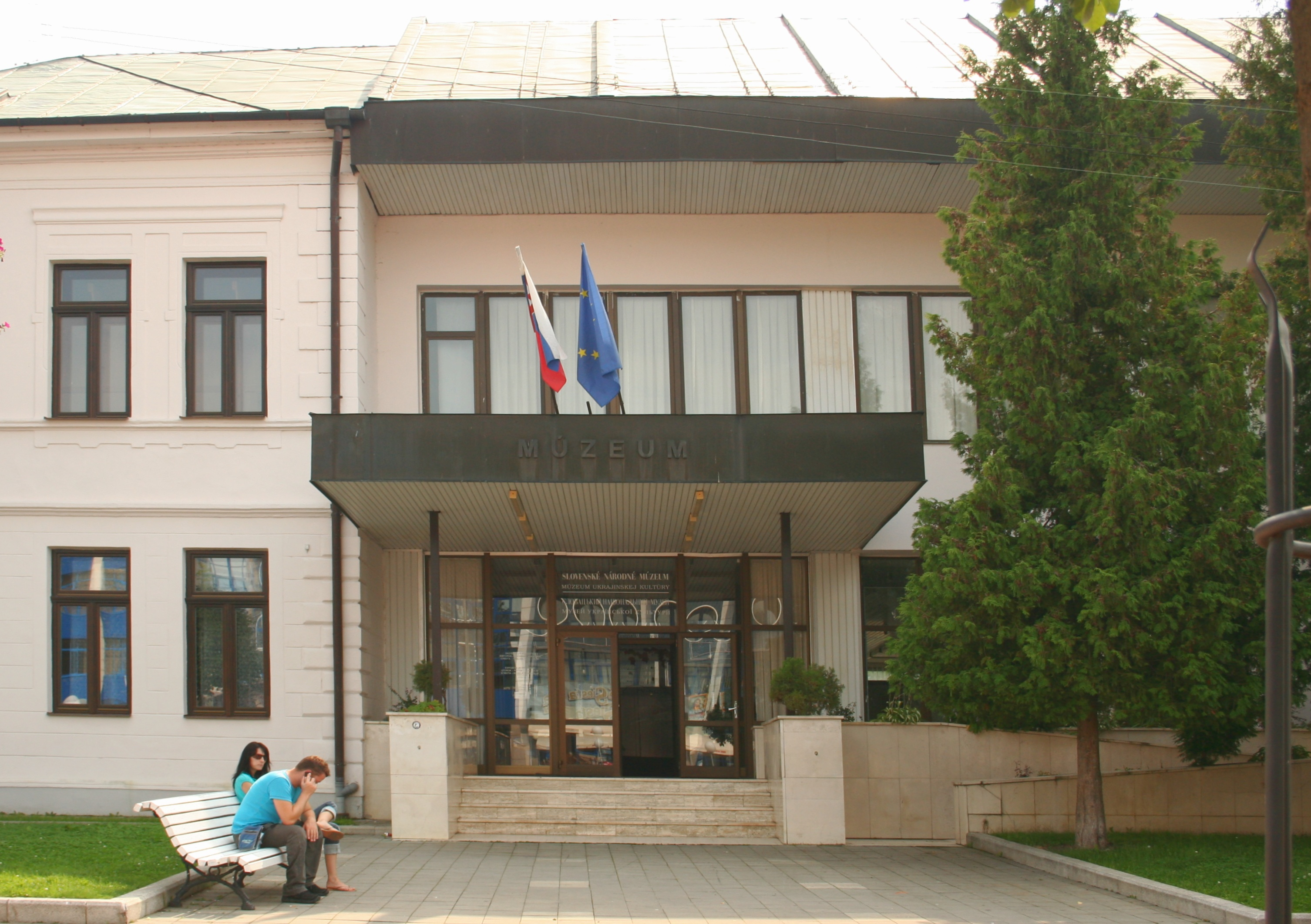
Muzeum Kultury Ukraińskiej w Svidniku
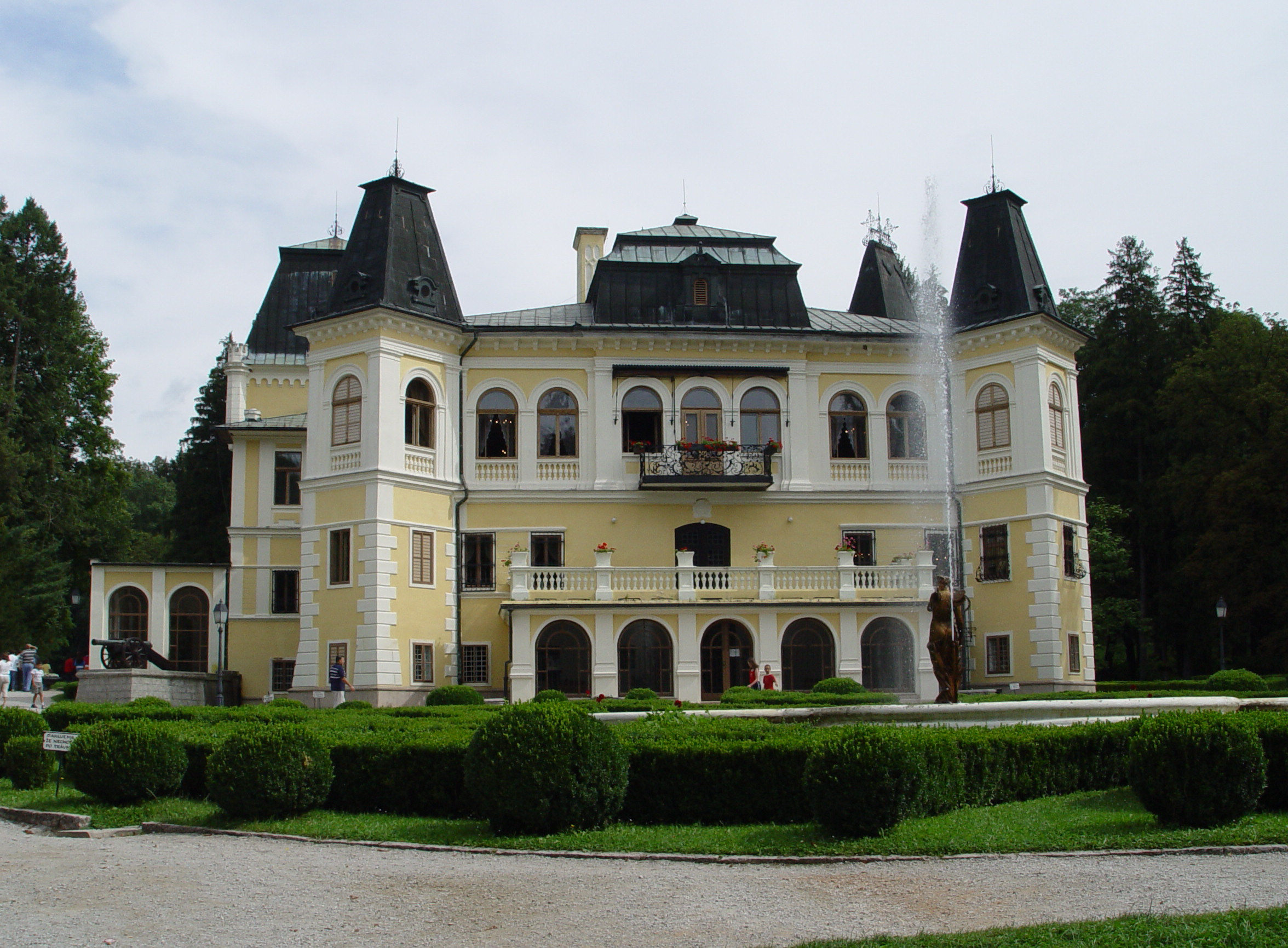
Pałac - muzeum w Betliar
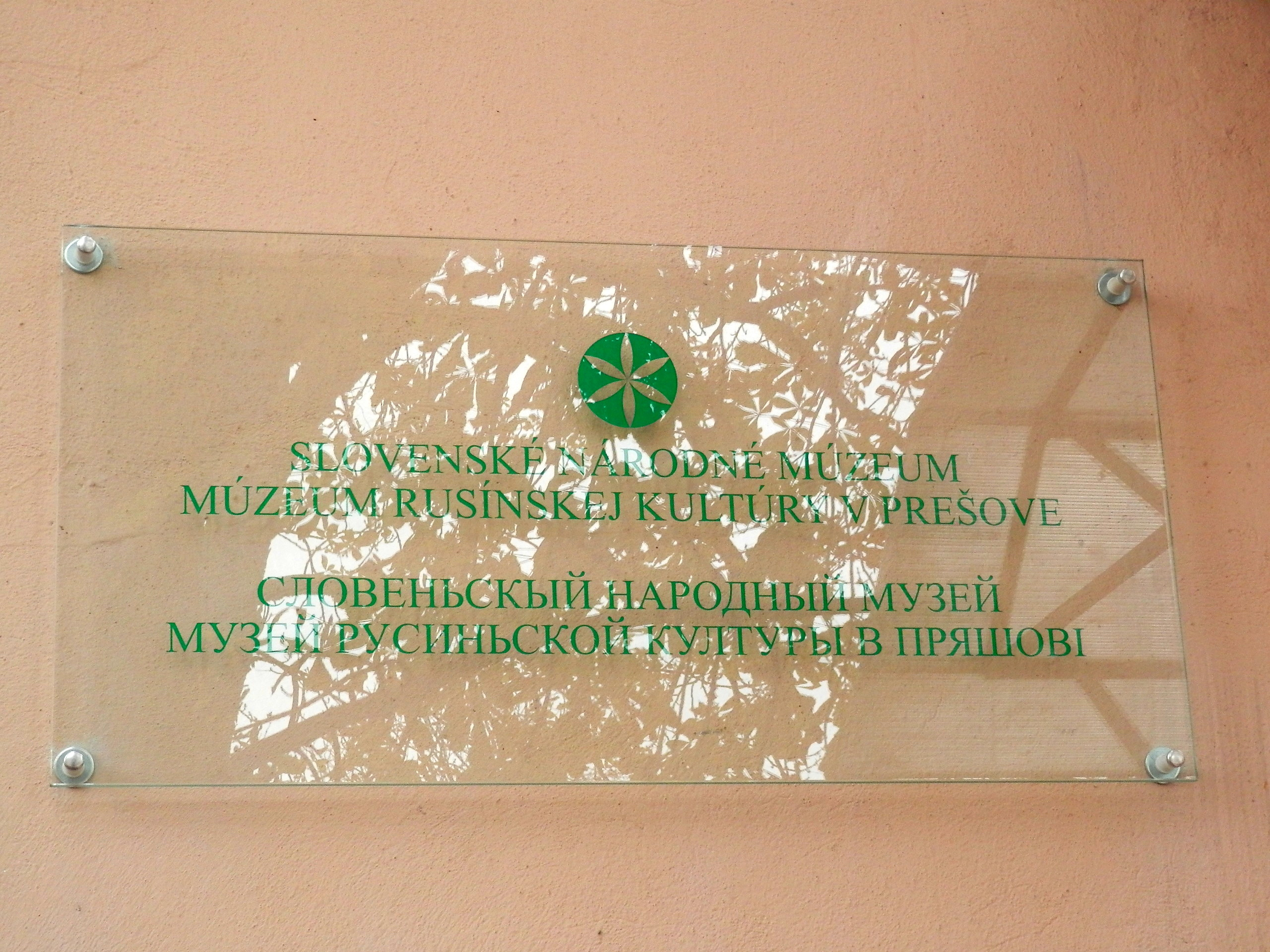
Muzeum Kultury Rusinów w Preszowie - tabliczka przy wejściu.
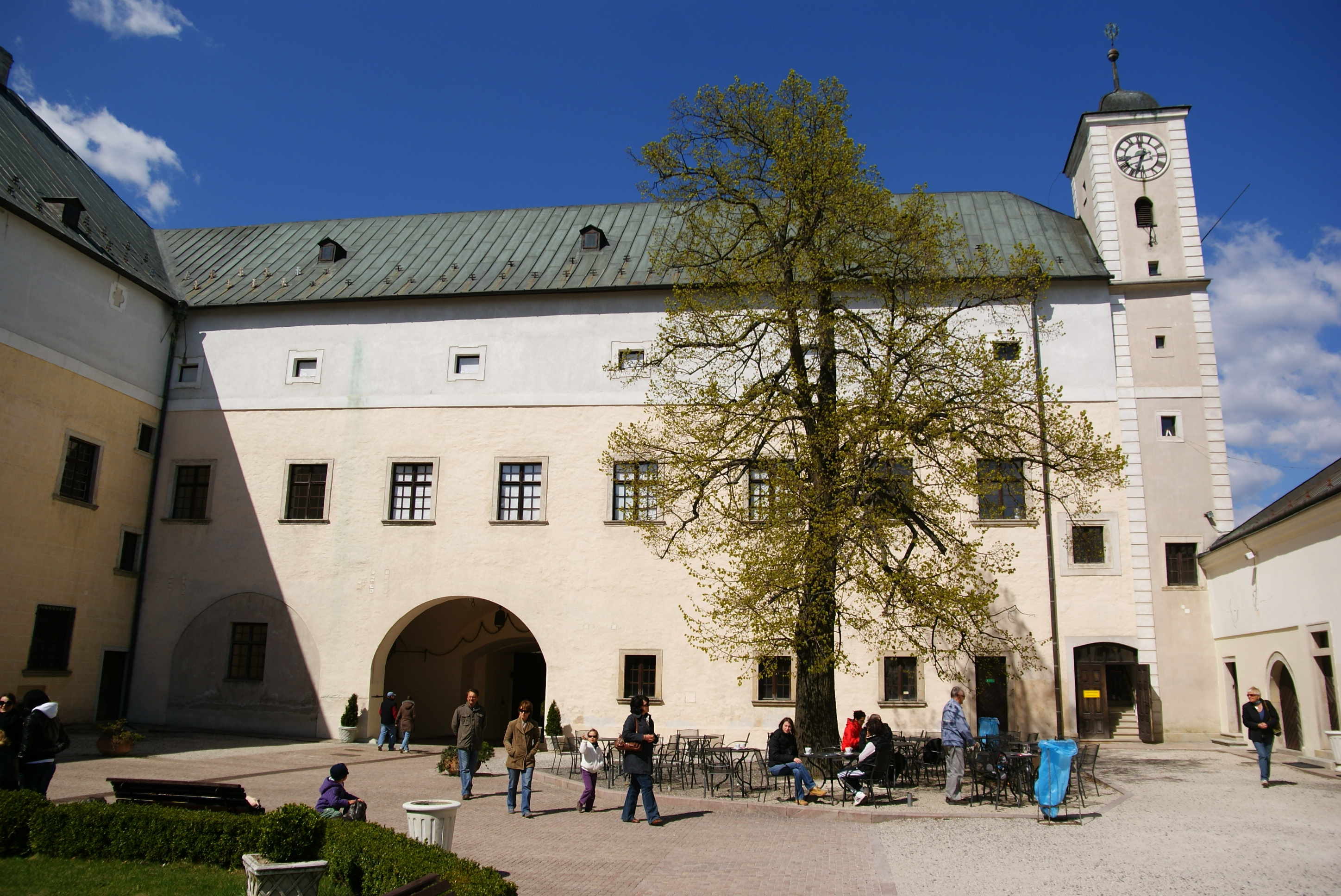
Czerwony Kamień - budynek zamku